# Tony Curran

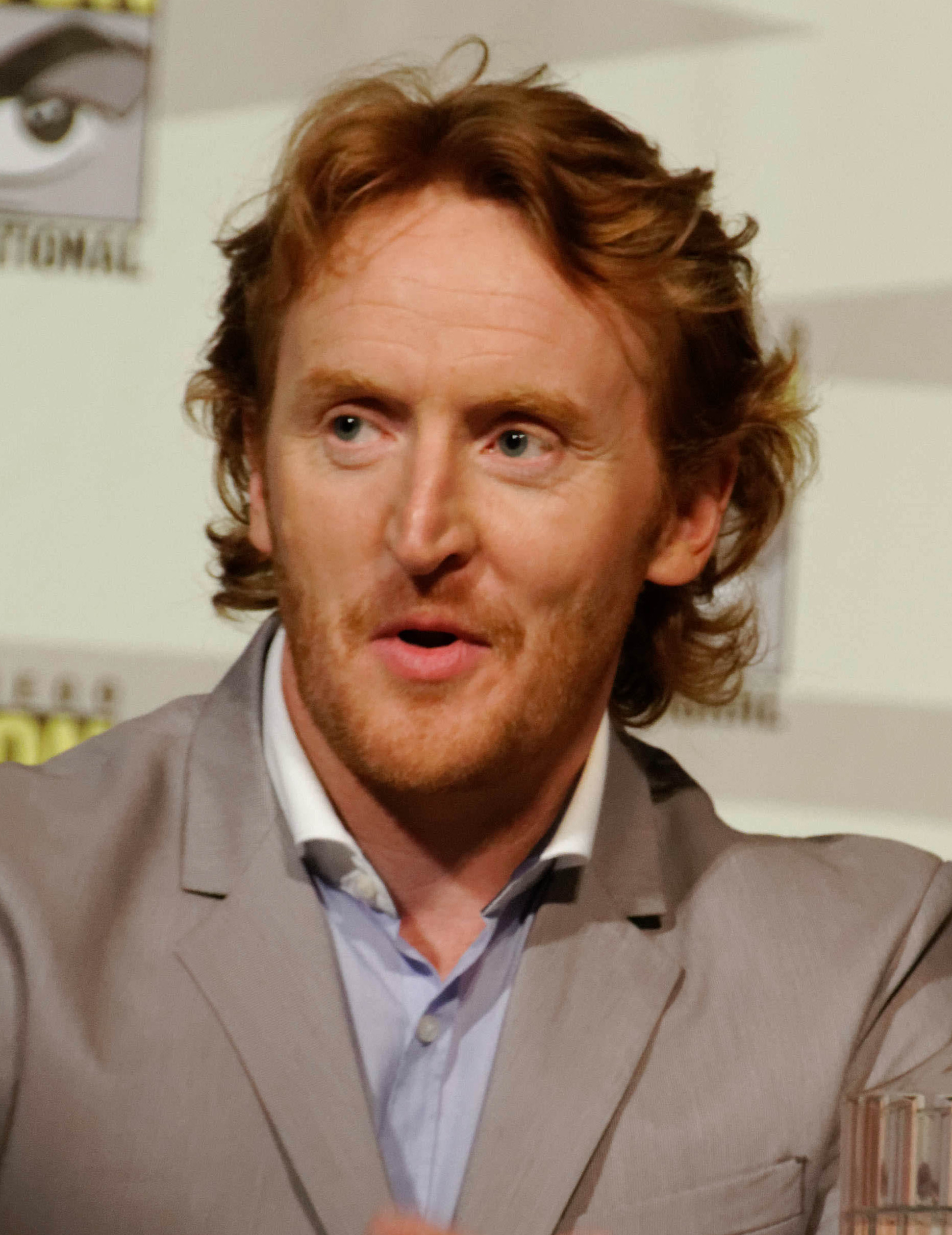
Tony Curran (2013)

Tony Curran (* 13. Dezember 1969 in Glasgow) ist ein schottischer Schauspieler.

## Leben und Wirken
Curran wuchs in seiner Heimat Schottland auf und durchlief eine klassische Theaterausbildung an der Royal Scottish Academy of Music and Drama.
Danach machte er sich im Vereinigten Königreich als Bühnendarsteller einen Namen, bevor er sich Anfang der 90er Jahre in das Filmgeschäft einstieg. Curran spielte seitdem Nebenrollen in einigen Fernsehserien und mehreren Blockbustern wie Der 13te Krieger (1999), Gladiator (2000), Pearl Harbor (2001) oder Blade II (2002). Erst 2003 wurde er in Die Liga der außergewöhnlichen Gentlemen in einer Hauptrolle besetzt, war jedoch im ganzen Film so gut wie nie zu sehen: er spielte Rodney Skinner, den Unsichtbaren.
Anfang 2006 spielte Curran erstmals – sichtbar – eine der zentralen Figuren in einem Hollywood-Film, den Vampirfürsten Marcus im Actionfilm Underworld: Evolution. Im selben Jahr hatte er eine weitere Hauptrolle in dem britischen Filmdrama Red Road. Im Fernsehen war Curran seit der Jahrtausendwende auch immer wieder in vereinzelten Episoden verschiedener Serien zu sehen, darunter in 24, Doctor Who oder auch Marvel’s Daredevil. Einen weiteren Fernsehauftritt hatte er 2010 in dem deutsch-kanadischen TV-Mehrteiler Die Säulen der Erde, in dem er die historische Rolle des Stephan von Blois spielte.
Neben seiner Arbeit als Schauspieler ist Curran auch in anderen Bereichen des öffentlichen Lebens aktiv: So hatte er in der Vergangenheit an verschiedenen Marathons teilgenommen, um Geld für Wohltätigkeitszwecke zu sammeln. Er ist ein bekennender Anhänger von Celtic Glasgow. Seit 2012 ist er mit seiner Ehefrau Mai Nguyen verheiratet.

## Filmografie
- 1993: Being Human
- 1994: Shallow Grave
- 1994: Captives
- 1995: Nervous Energy
- 1995: Go Now
- 1996: Nightlife
- 1996: Over Here
- 1997: Coming Down
- 1998: Touching Evil (Fernsehserie, Folgen 2x01–2x02)
- 1999: Große Erwartungen
- 1999: Der 13te Krieger (The 13th Warrior)
- 1999: Split Second
- 1999: Kampf der Kobolde – Die Legende einer verbotenen Liebe (The Magical Legend of the Leprechauns)
- 2000: Gladiator
- 2001: On a Life’s Edge
- 2001: Pearl Harbor
- 2001: Die Nebel von Avalon (The Mists of Avalon)
- 2002: Blade II
- 2002: Menace (Fernsehfilm)
- 2002–2003: Ultimate Force (Fernsehserie, 11 Folgen)
- 2003: Die Liga der außergewöhnlichen Gentlemen (The League of Extraordinary Gentlemen)
- 2004: Der Flug des Phoenix (Flight of the Phoenix)
- 2005: Beowulf & Grendel
- 2006: Underworld: Evolution
- 2006: Miami Vice
- 2006: The Good German – In den Ruinen von Berlin (The Good German)
- 2006: Red Road
- 2008: Das Lazarus-Projekt (The Lazarus Project)
- 2008: Shuttle
- 2008: Numbers – Die Logik des Verbrechens (NUMB3RS, Fernsehserie, Folge 5x10 Hassliebe)
- 2009: Medium – Nichts bleibt verborgen (Medium, Fernsehserie, Folge Gottes Werk und Allisons Beitrag)
- 2009: Primeval – Rückkehr der Urzeitmonster (Primeval, Fernsehserie, Folge 3x07)
- 2010: 24 (Fernsehserie, 3 Folgen)
- 2010: Doctor Who (Fernsehserie, 2 Folgen)
- 2010: The Mentalist (Fernsehserie, Folge 2x16)
- 2010: Die Säulen der Erde (The Pillars of the Earth)
- 2011: Cat Run
- 2011: Boardwalk Empire (Fernsehserie)
- 2011: Hawaii Five-0 (Fernsehserie, Folge 2x09)
- 2011: Covert Affairs (Fernsehserie, Folge 2x15)
- 2012: Das verlorene Labyrinth (Labyrinth, Fernsehfilm)
- 2013: Thor – The Dark Kingdom (Thor: The Dark World)
- 2013–2015: Defiance (Fernsehserie, 36 Folgen)
- 2015:  Das Haus am Wald (Awaiting)
- 2016: Zeit für Legenden (Race)
- 2016: Marvel’s Daredevil (Fernsehserie, Folge 2x04)
- 2016: Elementary (Fernsehserie, Folgen 4x23–4x24)
- 2017: Eat Locals
- 2018: Calibre – Weidmannsunheil (Calibre)
- 2018–2019: Ray Donovan (Fernsehserie, 7 Folgen)
- 2018: Outlaw King
- 2019: SEAL Team (6 Episoden)
- 2019: Deadwood – Der Film (Deadwood: The Movie, Fernsehfilm)
- 2020–2023: Your Honor (Fernsehserie)
- 2021: The Flash (Fernsehserie, 5 Folgen)
- 2023: Secret Invasion (Fernsehserie, 2 Folgen)
- 2024: Mary & George (Miniserie)

## Auszeichnungen
- Evening News National Award – für die Darstellung des Teufels im Theaterstück „The Soldier’s Tale“
- 2006 erhielt einen British Independent Film Awards den Preis als Bester Darsteller.